# Liu Wen

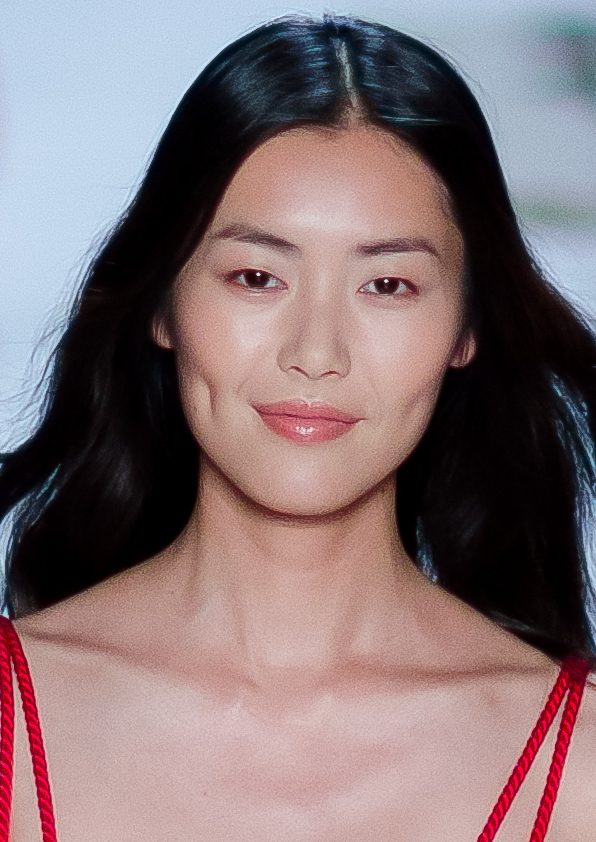
Liu Wen, 2013

Liu Wen (chinesisch 劉雯 / 刘雯, Pinyin Liú Wén; * 27. Januar 1988 in Yongzhou, Hunan) ist ein chinesisches Model.

## Karriere
Liu Wen wurde 2005 bei einem Model-Wettbewerb entdeckt. Ihre Mutter meldete sie an, allerdings nur um an ihrer Haltung zu arbeiten. Sie gewann den Wettbewerb zwar nicht, aber die Mode-Branche wurde auf sie aufmerksam. 2008 wurde sie in Paris von der Agentur „Marilin“ unter Vertrag genommen. Ab diesem Jahr wurde sie als Laufstegmodel für Schauen von Burberry, Chanel oder Jean Paul Gaultier international gebucht. 2009 war sie das erste ostasiatische Model, das auf der Victoria’s Secret Fashion Show lief. In Werbekampagnen stand sie für Hugo Boss, Diesel, Calvin Klein oder Estée Lauder vor der Kamera. Als Covermodel war sie auf chinesischen Ausgaben der Elle und Vogue zu sehen.